# Митрофанова, Галина Николаевна
Галина Николаевна Митрофанова (род. 21 марта 1950, Новоузенск) ― советский и российский педагог, Народный учитель Российской Федерации (2005).

## Биография
Галина Николаевна Митрофанова родилась 21 марта 1950 года в городе Новоузенске Саратовской области, РСФСР.
В 1979 году завершила обучение в Саратовском государственном педагогическом институте им. К. А. Федина по специальности «Русский язык и литература».
Начала свою трудовую деятельность в 1967 году, работала в должности секретаря комитета комсомола. Позже перешла работать в школу учителем русского языка и литературы, была назначена на должность директора средней школы.
В 1990-х годах ей было доверено возглавить Новоузенский районный отдел образования, чуть позже перешла на работу директором Новоузенского сельскохозяйственного техникума.
С июня 1998 года трудиться в должности директора ФГОУ СПО «Саратовский сельскохозяйственный техникум». С февраля 2008 года техникум является Федеральным государственным образовательным учреждением среднего профессионального образования, и носит название «Саратовский финансово-технологический техникум». За время работы были развёрнуты 5 филиалов техникума, обучение ведется по 13 специальностям, количество обучающихся выросло в три раза, создан и организована работа высококвалифицированного коллектива преподавателей.
В 2003 году защитив кандидатскую диссертацию, получила звание кандидата педагогических наук. Работал над темой «Формирование умений самореализации в учебной деятельности студентов средних профессиональных учебных заведений на материале Саратовского сельскохозяйственного техникума».
За выдающийся вклад в отечественное образование указом Президента Российской Федерации от 5 мая 2005 года Галине Николаевне Митрофановой присвоено почетное звание «Народный учитель Российской Федерации».
Активно занимается общественной деятельностью. Входила в Президиум Союза аграрных ссузов России, была председателем Совета ссузов аграрного профиля Приволжского федерального округа, членом Президиума Совета директоров ссузов Саратовской области.
Проживает в городе Саратове. Продолжает работать руководителем Финансово-технологического колледжа. Замужем, воспитала дочь, имеет двух внуков.

## Награды и звания
- Орден Почёта (4 марта 2000 года) — за заслуги перед государством, достигнутые трудовые успехи и большой вклад в укрепление дружбы и сотрудничества между народами[5].
- Народный учитель Российской Федерации (5 мая 2005 года) — за выдающийся вклад в отечественное образование[6].
- Заслуженный учитель школы Российской Федерации (12 января 1993 года) — за заслуги в подготовке квалифицированных специалистов и многолетний добросовестный труд[7].
- Знак Губернатора Саратовской области «За любовь к родной земле».